# São Martinho (Funchal)
São Martinho es una freguesia portuguesa del concelho de Funchal, con 8,06 km² de superficie y 20.636 habitantes (2001). Su densidad de población es de 2 560,3 hab/km².